# Scleria bradei
Scleria bradei är en halvgräsart som beskrevs av Gross. Scleria bradei ingår i släktet Scleria och familjen halvgräs. Inga underarter finns listade i Catalogue of Life.